# U.S. Route 30 (Nebraska)
La U.S. Route 30 o Ruta Federal 30 (abreviada US 30) es una autopista federal ubicada en el estado de Nebraska. La autopista inicia en el Oeste desde la US 30  en la línea del Estado Wyoming hacia el Este en la US 30  en la línea del Estado Iowa. La autopista tiene una longitud de 727 km (451.73 mi).

## Mantenimiento
Al igual que las carreteras estatales, las carreteras interestatales, y el resto de rutas federales, la U.S. Route 30 es administrada y mantenida por el Departamento de Carreteras de Nebraska por sus siglas en inglés NDOR.

## Cruces
La U.S. Route 30 es atravesada principalmente por la  NE 71  en Kimball
 US 385  en Sidney
 US 26  en Ogallala
 US 83  en North Platte
 US 281  en Grand Island
 US 81  en Columbus
 US 77  en Fremont
 US 75  en Blair.